# Dalechampia
Dalechampia  ist eine Pflanzengattung in der Familie der Wolfsmilchgewächse (Euphorbiaceae). Die weit über hundert Arten sind vor allem in den Neotropen verbreitet, eine Handvoll findet sich auch in Afrika. Auffällig und leicht zu erkennen sind die Pflanzen an dem großen, vielfältig gefärbten Paar von Hochblättern, das die Blütenstände umgibt.

## Beschreibung
Die Dalechampia-Arten sind meist Sträucher, die in der Regel als Schlingpflanzen oder Lianen wachsen, einige wenige Arten sind jedoch aufrecht wachsend. Die Behaarung besteht aus einfachen, nesselnden Haaren, nur gelegentlich sind die Pflanzen unbehaart, Milchsaft fehlt. Die wechselständig angeordneten, meist gestielten und mit Nebenblättern versehenen Laubblätter sind einfach, gelappt oder handförmig geteilt, die Blattspreite ganzrandig oder gezähnt, die Nervatur meist gefingert.
Dalechampia sind einhäusig. Der achselständige oder endständig an Kurztrieben aus ein bis wenigen Nodien stehende Blütenstand ist ein üblicherweise bilateralsymmetrisches Pseudanthium, das von einem Paar annähernd gegenständiger, häufig auffälliger Involukralblätter umgeben wird. Die ganzrandigen oder gezähnten Spreiten der Involukralblätter sind meist deutlich größer als die Nebenblätter, einfach oder stark handförmig geteilt, ihre Nervatur gefingert.
Dabei stehen oberhalb des unteren Involukralblattes drei weibliche Blüten in einem Dichasium, separiert durch ein tieferes, dem Staubblatt zugewandten Nebenblatt sowie ein oder zwei obere, gelegentlich verwachsene Vorblätter. Die zur Blütezeit annähernd un- oder nur kurzgestielten weiblichen Blüten haben fünf bis zwölf einfache oder fiederspaltige Kelchblätter, die Lappen können mit Drüsen besetzt sein. Der dreikammerige Fruchtknoten ist behaart oder kahl, die Griffel sind verwachsen und nur gelegentlich am äußersten Ende gelappt oder scheibenförmig. Die Oberfläche der Narbe reicht in der Regel über ein Drittel bis zu drei Vierteln der Griffelsäule. Die Samenanlagen sind anatrop.
Die männlichen Blüten stehen in einem endständigen, scheinbar jedoch zwischen weiblicher Zyme und oberem Involukralblatt eingefügten Pleiochasium, das meist aus 8 bis 12 deutlich gestielten Blüten besteht. Die Nebenblätter männlicher Blüten stehen in einem blütenartigen Hüllchen, die Vorblätter sondern Harze oder aromatische Verbindungen ab. Die meist vier oder fünf klappig angeordneten, einfachen Kelchblätter der männlichen Blüten biegen sich zur Blütezeit zurück. Dalechampia weisen zwischen 20 (selten ab 8) und 50 (selten bis 100) Staubblätter auf. Die Staubfäden sind verwachsen, die sich längs öffnenden Staubbeutel zweikammerig, die Pollen ellipsoidal.
Die Kapselfrüchte sind von einem fortwachsenden Kelch umgeben, der meist mit steifen Haaren bewehrt ist. Die Samen sind rund oder rundlich, eine Samenschwiele fehlt, die Testa ist glatt oder gerunzelt. Es ist reichlich Endosperm vorhanden, das Keimblatt ist flach und sowohl breiter als auch länger als die Keimwurzel.

## Vorkommen
Dalechampia sind mit über 100 Arten vor allem in tropischen Regionen der Neotropen verbreitet, rund 20 Arten finden sich darüber hinaus im tropischen West- und Ostafrika, einzelne Arten (Dalechampia bidentata, Dalechampia scandens) in Süd- und Südostasien (z. B. Indien, China, Pakistan).

## Systematik

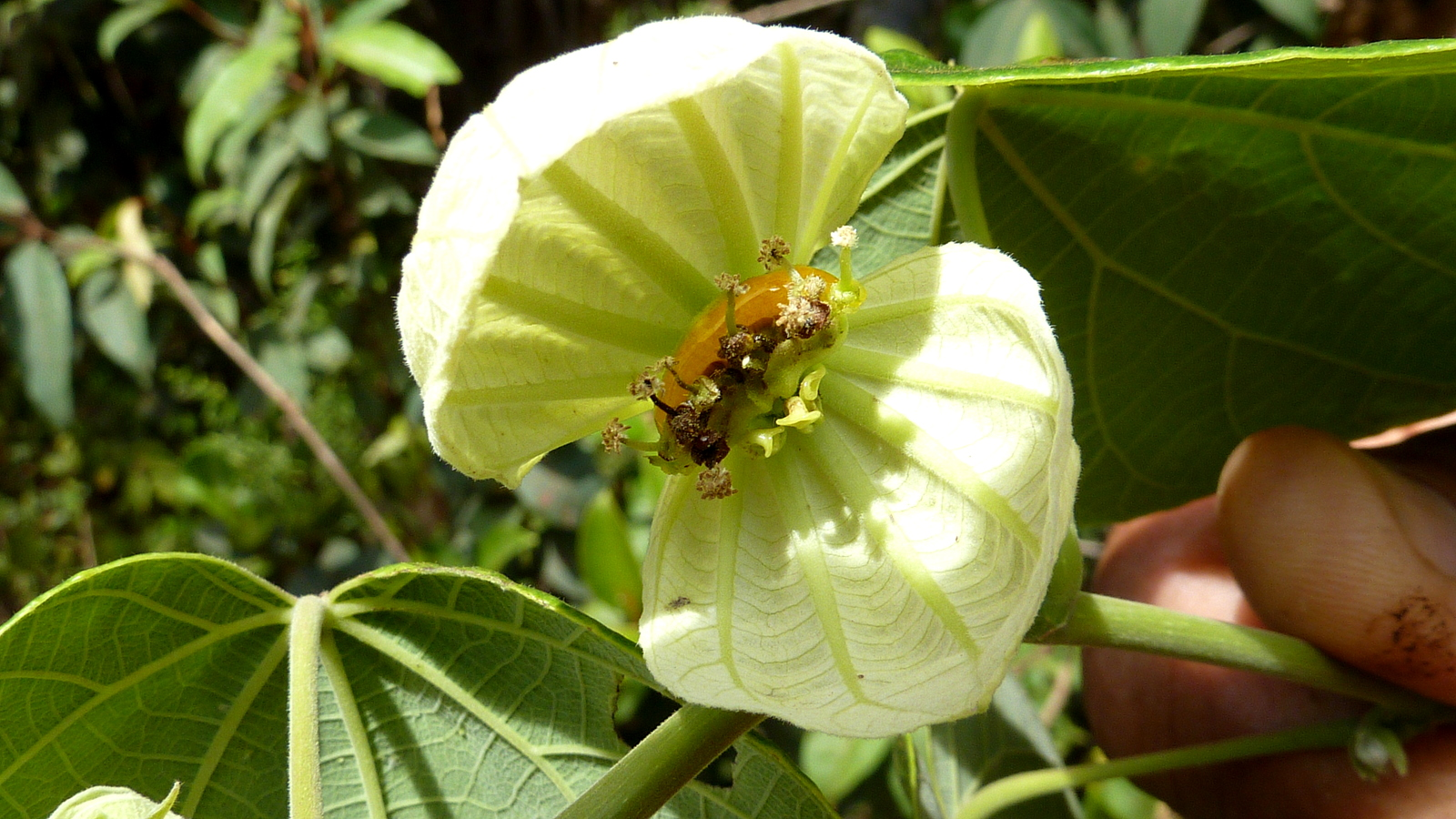
Dalechampia affinis

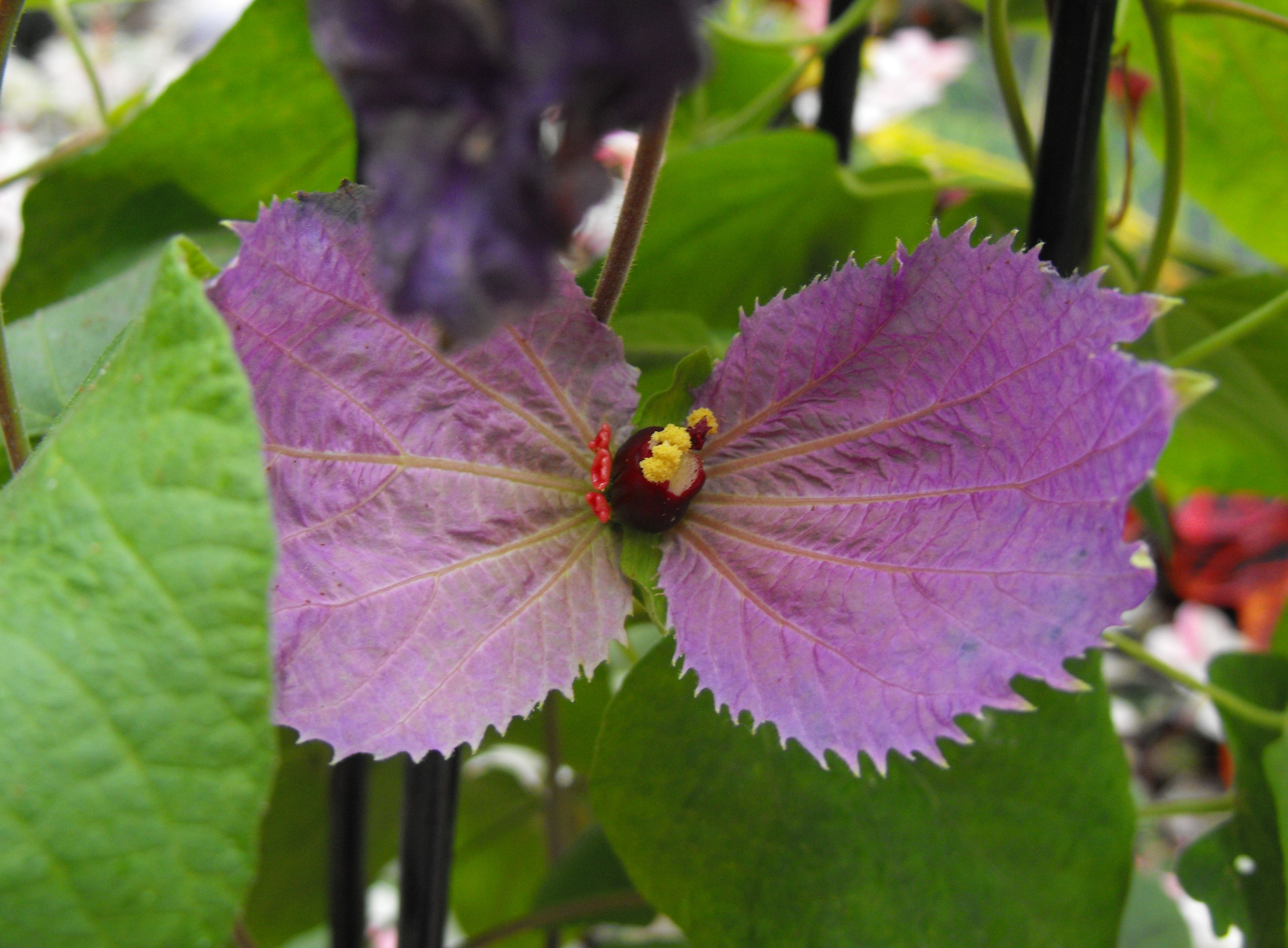
Dalechampia aristolochiifolia

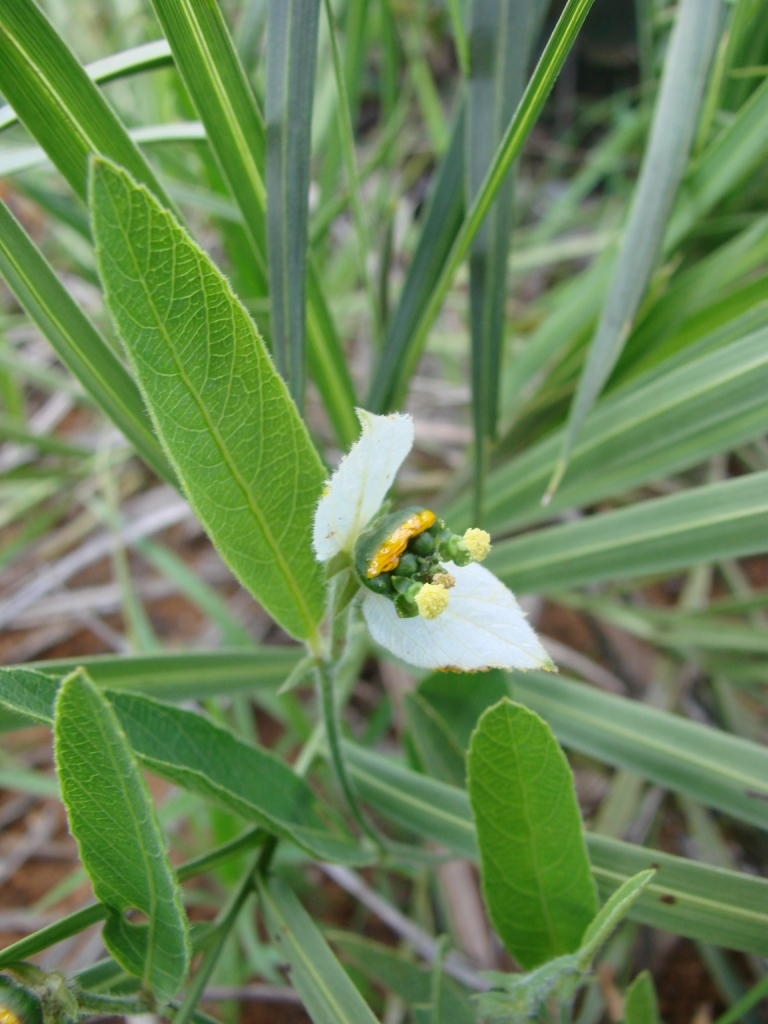
Dalechampia caperonioides

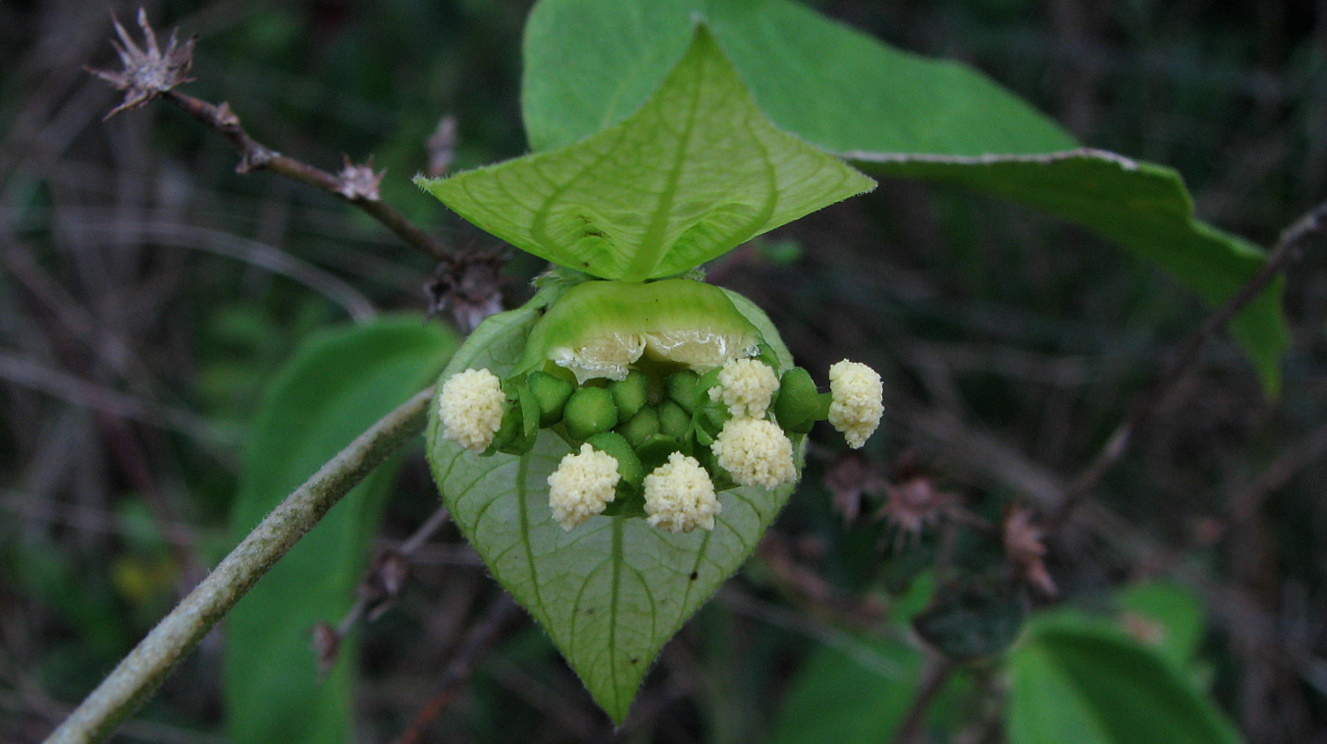
Dalechampia coriacea

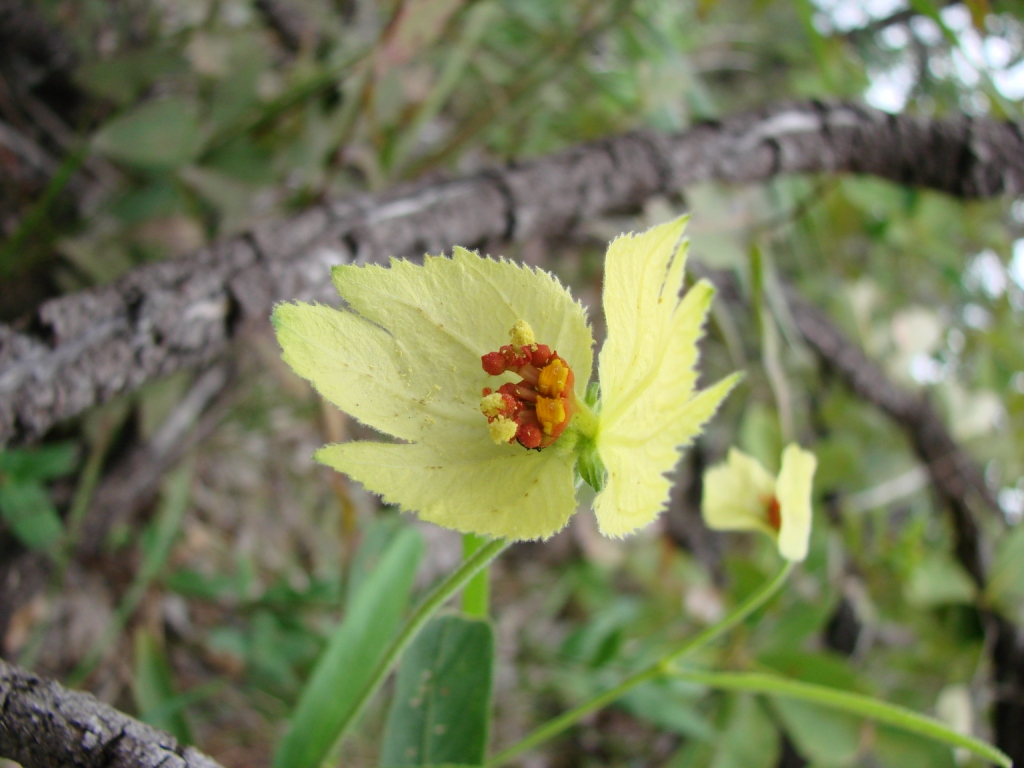
Dalechampia linearis

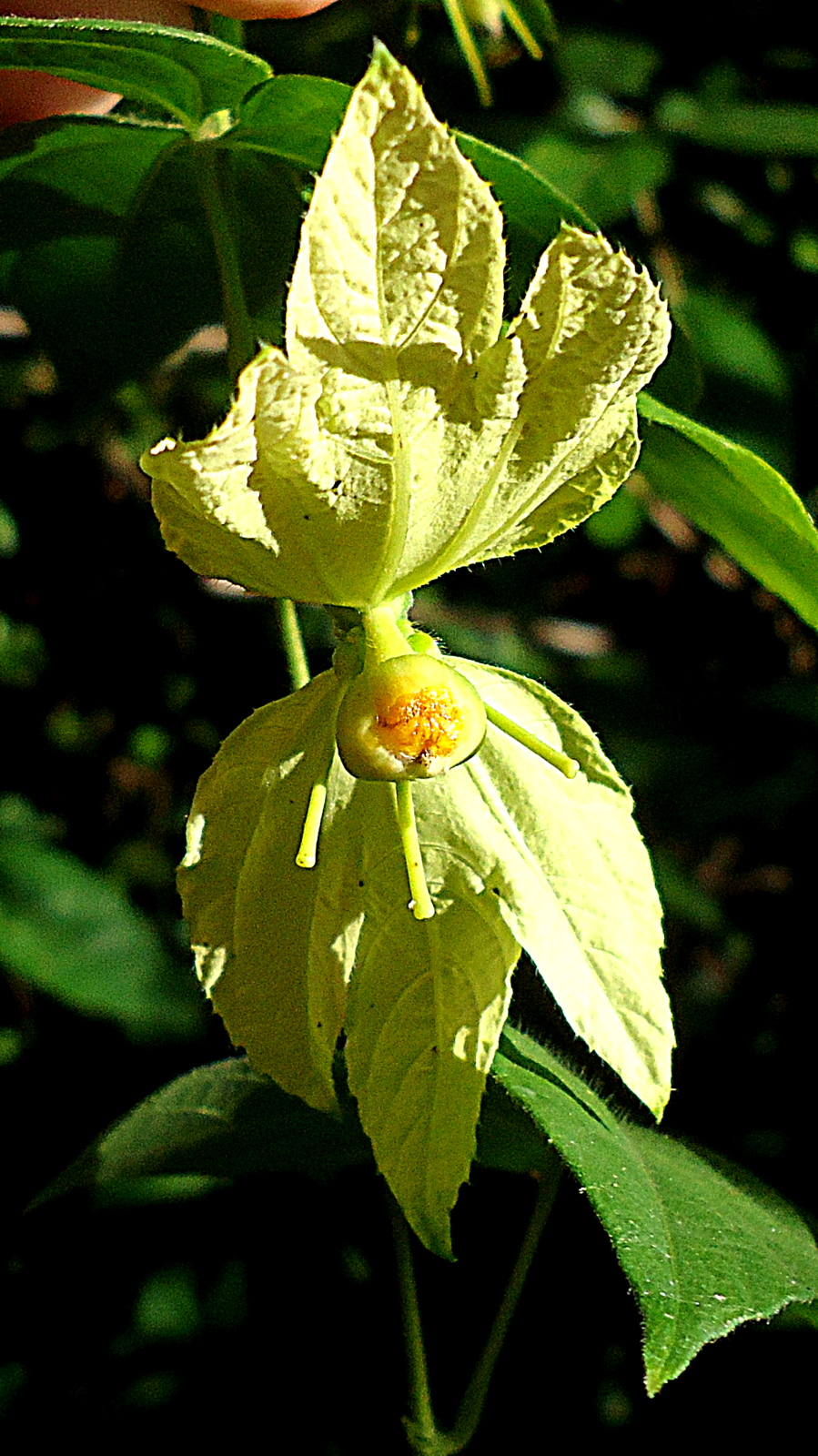
Dalechampia peckoltiana

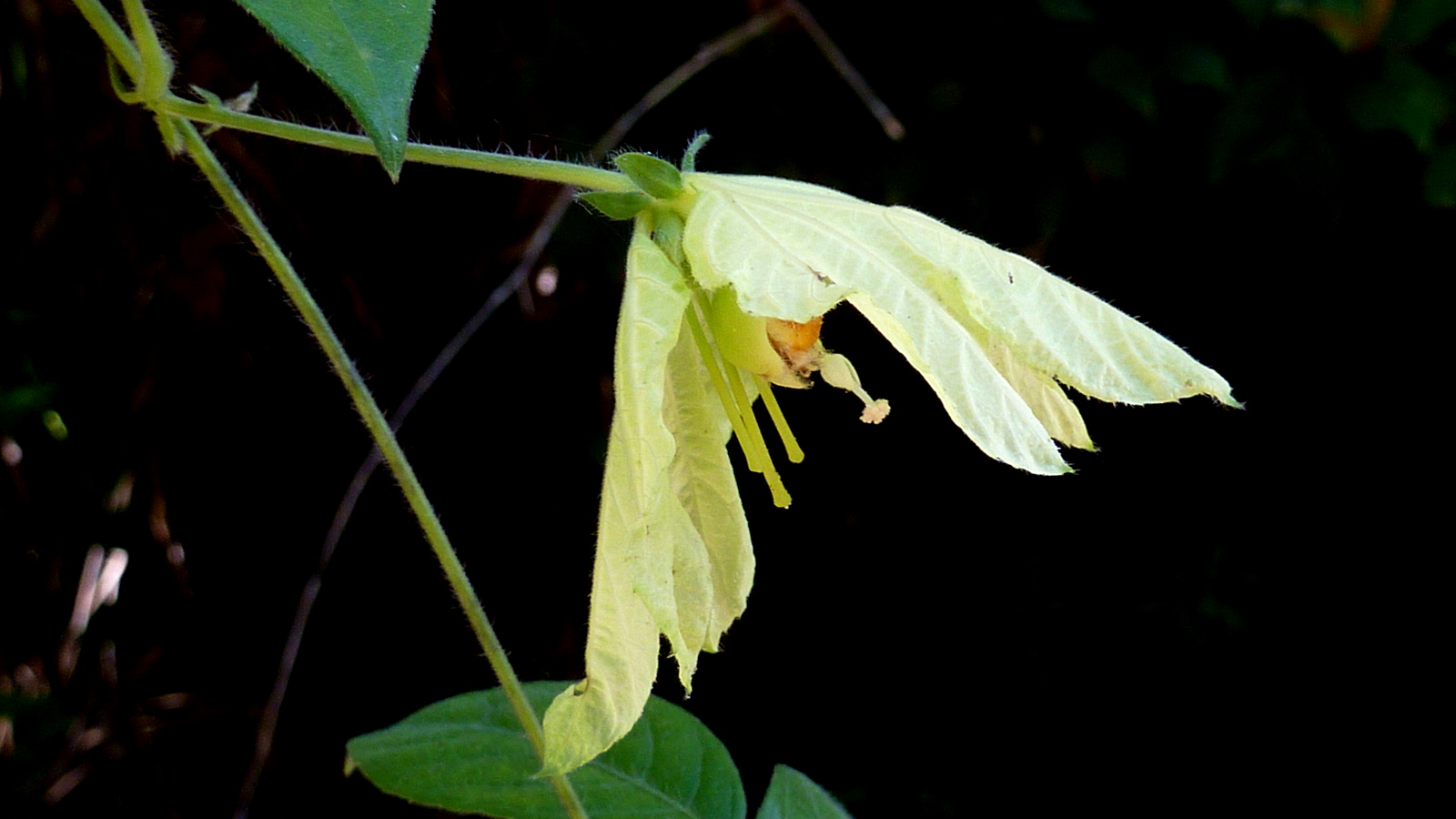
Dalechampia peckoltiana

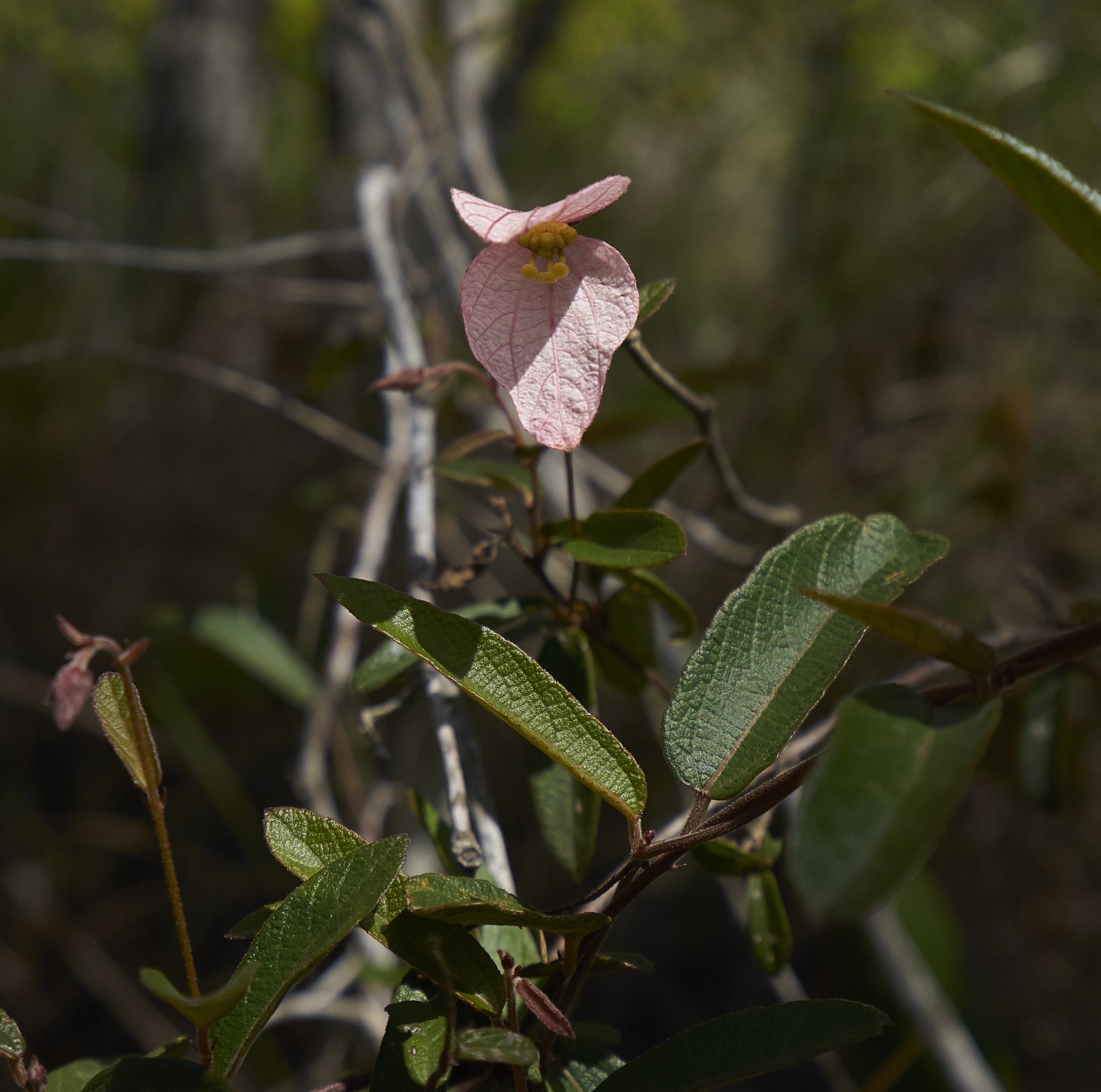
Dalechampia schippii

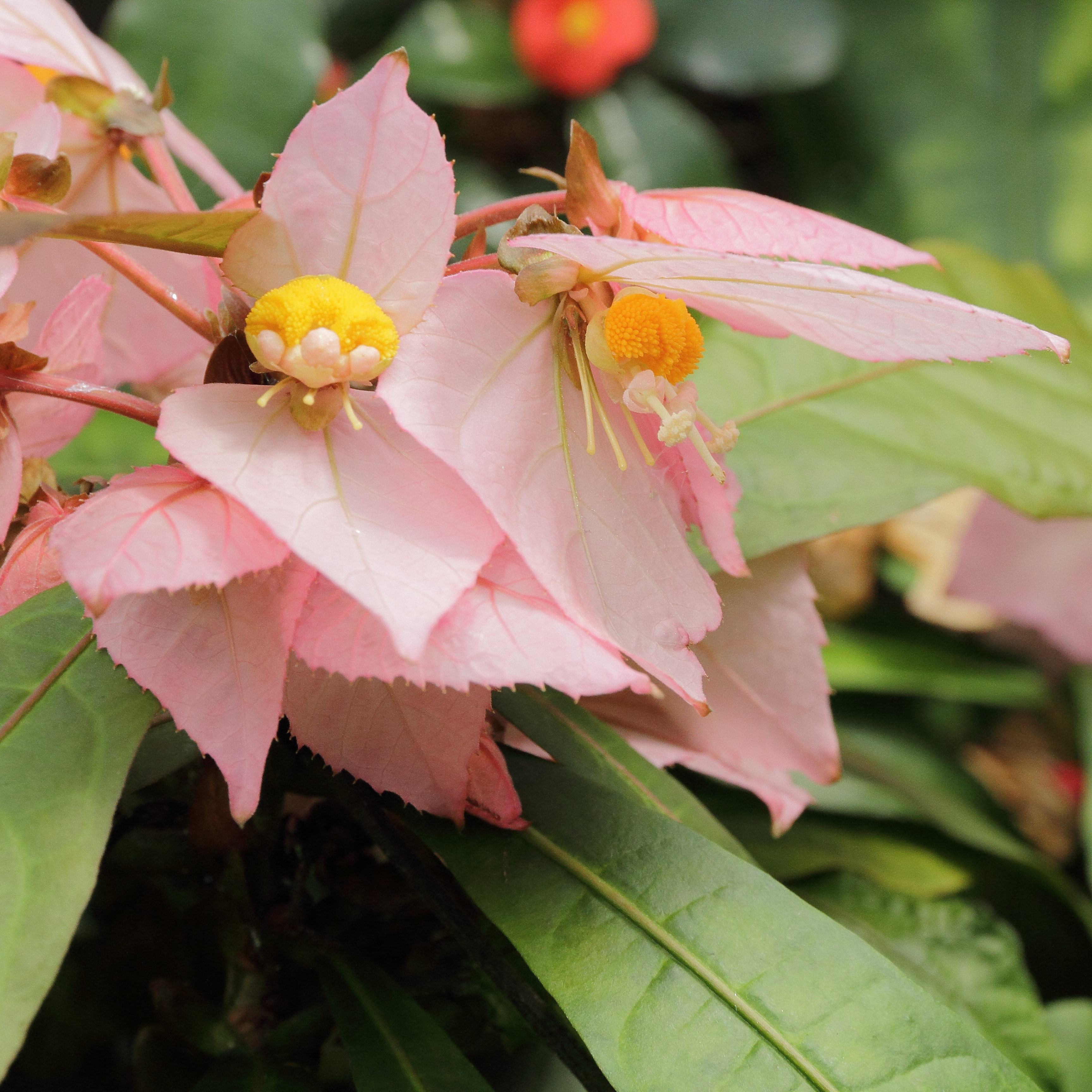
Dalechampia spathulata

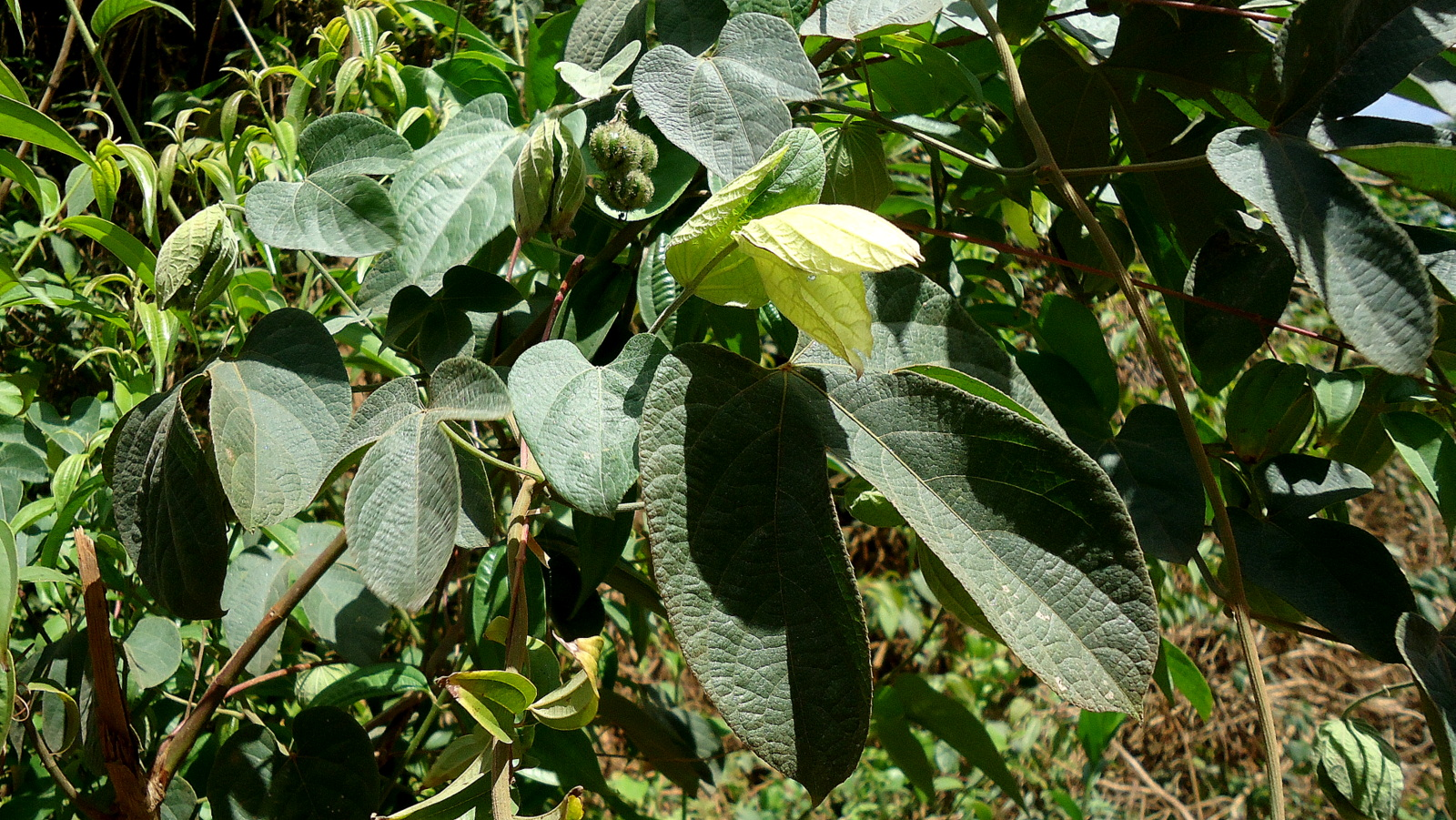
Dalechampia tiliifolia

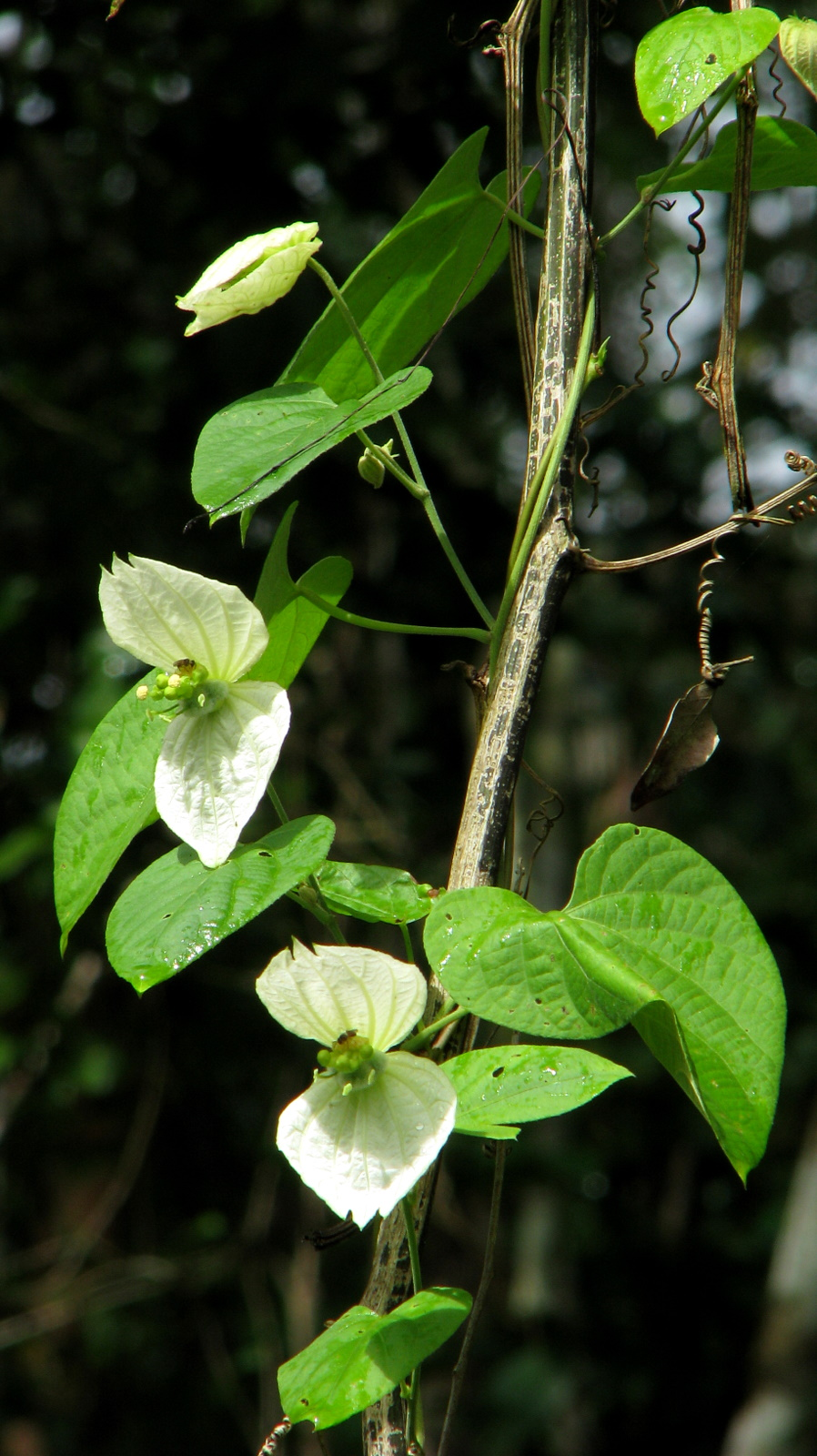
Dalechampia tiliifolia

Die Gattung wurde 1753 vom schwedischen Naturforscher Carl von Linné in seinem Werk Species Plantarum beschrieben. Dieser übernahm hier einen älteren Gattungsnamen, den der französische Botaniker und Ordensmann Charles Plumier in seinem Werk Nova Plantarum Americanarum Genera zu Ehren des französischen Arztes und Botanikers Jacques Daléchamps geprägt hatte. Typusart ist Dalechampia scandens.
Innerhalb der Wolfsmilchgewächse bildet die Gattung eine eigene Subtribus Dalechampiinae G.L.Webster in der Tribus Plukenetieae, Unterfamilie Acalyphoideae. Die Gattung umfasst über 120 Arten.
- Dalechampia adscendens (Müll.Arg.) Müll.Arg.
- Dalechampia affinis Müll.Arg.
- Dalechampia alata Klotzsch ex Baill.
- Dalechampia albibracteosa Rusby
- Dalechampia allemii G.L.Webster
- Dalechampia anomala Pax & K.Hoffm.
- Dalechampia arciana Baill.
- Dalechampia arenalensis Armbr.
- Dalechampia aristolochiifolia Kunth
- Dalechampia armbrusteri G.L.Webster
- Dalechampia attenuistylus Armbr.
- Dalechampia bangii Pax & K.Hoffm.
- Dalechampia bernieri Baill.
- Dalechampia bidentata Blume
- Dalechampia boliviana Pax & K.Hoffm.
- Dalechampia brasiliensis Lam.
- Dalechampia brevicolumna Armbr.
- Dalechampia brevipedunculata Ule
- Dalechampia brevipes Müll.Arg.
- Dalechampia brownsbergensis G.L.Webster & Armbr.
- Dalechampia burchellii Müll.Arg.
- Dalechampia burgeriana Gómez-Laur.
- Dalechampia burmanica Mukerjee
- Dalechampia canescens Kunth
- Dalechampia capensis A.Spreng.
- Dalechampia caperonioides Baill.
- Dalechampia catatii Leandri
- Dalechampia chevalieri Beille
- Dalechampia chlorocephala Denis
- Dalechampia cissifolia Poepp.
- Dalechampia clausseniana Baill.
- Dalechampia clematidifolia Bojer ex Baill.
- Dalechampia convolvuloides Lam.
- Dalechampia coriacea Klotzsch ex Müll.Arg.
- Dalechampia cujabensis Mart. ex Müll.Arg.
- Dalechampia decaryi Leandri
- Dalechampia denticulata C.Wright ex Griseb.
- Dalechampia dioscoreifolia Poepp.
- Dalechampia elongata Craib
- Dalechampia falcata Gagnep.
- Dalechampia fernandesii G.L.Webster
- Dalechampia ficifolia Lam.
- Dalechampia fragrans Armbr.
- Dalechampia francisceana Baill.
- Dalechampia galpinii Pax
- Dalechampia gentryi Armbr.
- Dalechampia glechomifolia Baill.
- Dalechampia granadilla Baill.
- Dalechampia guaranitica Chodat & Hassl.
- Dalechampia hassleriana Chodat
- Dalechampia hastata G.L.Webster
- Dalechampia herzogiana Pax & K.Hoffm.
- Dalechampia heterobractea Armbr.
- Dalechampia hispida Poepp.
- Dalechampia humilis Müll.Arg.
- Dalechampia hutchisoniana G.L.Webster
- Dalechampia ilheotica Wawra
- Dalechampia indica Wight
- Dalechampia ipomoeifolia Benth.
- Dalechampia juruana Ule
- Dalechampia karsteniana Pax & K.Hoffm.
- Dalechampia katangensis J.Léonard
- Dalechampia laevigata Standl.
- Dalechampia leandrii Baill.
- Dalechampia leucophylla Müll.Arg.
- Dalechampia liesneri Huft
- Dalechampia linearis Baill.
- Dalechampia luetzelburgii Pax & K.Hoffm.
- Dalechampia macrobractea Pereira-Silva & Armbr.
- Dalechampia magnistipulata G.L.Webster & Armbr.
- Dalechampia magnoliifolia Müll.Arg.
- Dalechampia martiana Klotzsch ex Pax & K.Hoffm.
- Dalechampia megacarpa Armbr.
- Dalechampia meridionalis Müll.Arg.
- Dalechampia micrantha Poepp.
- Dalechampia micromeria Baill.
- Dalechampia occidentalis Müll.Arg.
- Dalechampia olfersiana Müll.Arg.
- Dalechampia olympiana Kuhlm. & W.A.Rodrigues
- Dalechampia osana Armbr.
- Dalechampia papillistigma Armbr.
- Dalechampia parvibracteata Lanj.
- Dalechampia pavoniifolia (Chiov.) M.G.Gilbert
- Dalechampia peckoltiana Müll.Arg.
- Dalechampia pentaphylla Lam.
- Dalechampia pernambucensis Baill.
- Dalechampia perrieri Denis
- Dalechampia psilogyne Müll.Arg.
- Dalechampia purpurata Cordeiro
- Dalechampia regnellii Müll.Arg.
- Dalechampia reitzkleinii L.B.Sm. & Downs
- Dalechampia riedeliana Müll.Arg.
- Dalechampia riparia L.B.Sm. & Downs
- Dalechampia rubrivenia Pax & K.Hoffm.
- Dalechampia scandens L.
- Dalechampia schenckiana Pax & K.Hoffm.
- Dalechampia schippii Standl.
- Dalechampia schottii Greenm.
- Dalechampia serrula Pax & K.Hoffm.
- Dalechampia shankii (Ant.Molina) Huft
- Dalechampia sinuata Baill.
- Dalechampia spathulata (Scheidw.) Baill.
- Dalechampia stenoloba Raghavan & B.G.P.Kulk.
- Dalechampia stenosepala Müll.Arg.
- Dalechampia stipulacea Müll.Arg.
- Dalechampia subintegra (Müll.Arg.) Müll.Arg.
- Dalechampia subternata Müll.Arg.
- Dalechampia sylvestris S.Moore
- Dalechampia tamifolia Lam.
- Dalechampia tenuiramea Müll.Arg.
- Dalechampia tiliifolia Lam.
- Dalechampia trifoliata Peter ex Verdc. & Greenway
- Dalechampia triphylla Lam.
- Dalechampia uleana Pax & K.Hoffm.
- Dalechampia ulmifolia Chodat & Hassl.
- Dalechampia variifolia Müll.Arg.
- Dalechampia velutina Wight
- Dalechampia violacea Pax & K.Hoffm.
- Dalechampia viridissima G.L.Webster
- Dalechampia weberbaueri Pax & K.Hoffm.
- Dalechampia websteri Armbr.
- Dalechampia weddelliana Baill.

## Nachweise
1. 1 2 3 4 5 6 7 8 9 10  Webster, G. L. & Armbruster, W. S.: A synopsis of the neotropical species of Dalechampia (Euphorbiaceae). In: Botanical Journal of the Linnean Society, 1991, 06/2008; 105(2):137 - 177, doi:10.1111/j.1095-8339.1991.tb00202.x
2. 1 2  Anton Weber, Werner Huber, Anton Weissenhofer, Nelson Zamora, Georg Zimmermann: An Introductory Field Guide To The Flowering Plants Of The Golfo Dulce Rain Forests Costa Rica. In: Stapfia. Band 78, Linz 2001, S. 210. ISSN 0252-192X / ISBN 3-85474-072-7, zobodat.at [PDF]
3. ↑  Carl von Linné: Genera Plantarum. Leiden 1742, S. 495
4. ↑  Charles Plumier: Nova Plantarum Americanarum Genera. Leiden 1703, S. 17
5. ↑  Dalechampia. In: POWO = Plants of the World Online von Board of Trustees of the Royal Botanic Gardens, Kew: Kew Science, abgerufen am 20. April 2020.